# Mark Hendrick

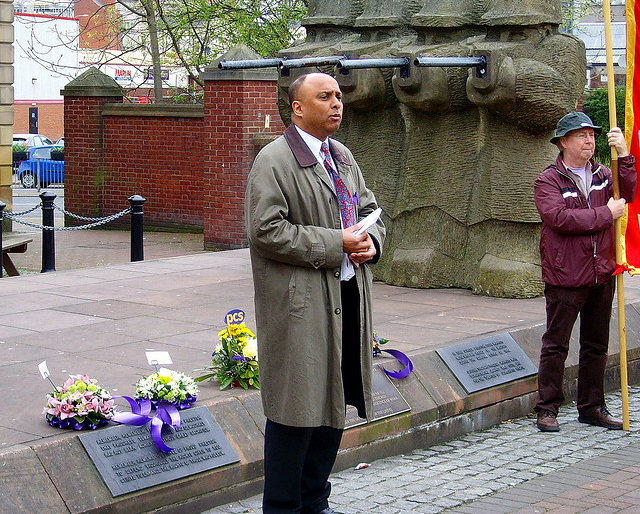
Mark Hendrick

Mark Hendrick (n. 2 noiembrie 1958) este un om politic britanic, membru al Parlamentului European în perioada 1994-1999 din partea Regatului Unit.
1. ↑   https://candidates.democracyclub.org.uk/data/export_csv/?field_group=results&election_date=2024-07-04 Lipsește sau este vid: |title= (ajutor)
2. ↑   https://candidates.democracyclub.org.uk/results/csv/parl.2019-12-12/ Lipsește sau este vid: |title= (ajutor)
3. 1 2 3 4 5 6  TheyWorkForYou
4. ↑  Deputații în Parlamentul European